# Serie 4 (DBU Jylland)
 For alternative betydninger, se Serie 4. (Se også artikler, som begynder med Serie 4)
Serie 4 (JBU) er den tiendebedste fodboldrække (en blandt flere) i Danmarksturneringen.
Det er den femtebedste fodboldrække for herrer administreret af lokalunionen Jydsk Boldspil-Union (JBU). Serien består af i alt 288 hold, opdelt i 48 puljer med hver 6 hold. Fodboldrækkens turnering følger kalenderåret med start i foråret og afslutning i efteråret. De bedstplacerede hold rykker op i Serie 3 (JBU).
| Fodbold | Spire Denne artikel om en fodboldturnering er en spire som bør udbygges. Du er velkommen til at hjælpe Wikipedia ved at udvide den. |